# Xavier Mbuyamba
Xavier Mbuyamba (Maastricht, 31 december 2001) is een Nederlands-Congolees voetballer die doorgaans als centrale verdediger speelt. Hij verruilde in augustus 2022 de jeugd van Chelsea voor FC Volendam.

## Carrière

### MVV
Mbuyamba speelde in de jeugdopleiding van MVV Maastricht. Hij debuteerde op 9 november 2018 in het eerste elftal, in een met 3-2 verloren uitwedstrijd in de Eerste divisie tegen FC Volendam. Hij kwam in de 85e minuut in het veld voor Tuur Houben. Mbuyamba speelde dat seizoen elf wedstrijden in het eerste.

### FC Barcelona
In de zomer van 2019 verkaste Mbuyamba naar FC Barcelona. De Catalanen zagen potentie in de verdediger en haalden hem naar Spanje. Bij FC Barcelona wist Mbuyamba niet door te breken en kwam hij enkel uit in de jeugd. Met de onder 19 nam hij in 2019 deel aan de UEFA Youth League.

### Chelsea
In augustus 2020 besloot Mbuyamba te vertrekken naar Chelsea om daar zijn ontwikkeling voort te zetten. In twee seizoenen tijd speelde Mbuyamba enkel wedstrijden in de jeugd en een doorbraak naar het eerste kwam er nooit van. Zijn tijd bij Chelsea werd gedomineerd door blessures, waaronder een meniscusoperatie die hem bijna een heel seizoen aan de kant hield. De lange verdediger had nog een contract voor een jaar bij Chelsea, maar was klaar voor een nieuwe club om zijn carrière weer op de rails te krijgen. 

### FC Volendam
Op 31 augustus 2022, vlak voor het verstrijken van de zomerse transferdeadline, tekende Mbuyamba een contract tot medio 2025 bij FC Volendam, dat het voorgaande seizoen was gepromoveerd naar de Eredivisie. Het contract bevatte de optie voor een extra seizoen. Mbuyamba kende een sterk debuutseizoen bij FC Volendam en kwam dertig wedstrijden in actie, waarin hij vijfmaal doel trof. Met name zijn twee (kop)goals tegen Sparta Rotterdam op 13 mei waren van groot belang. FC Volendam won hierdoor met 2-1 en was zo goed als zeker van lijfsbehoud in de Eredivisie.
In zijn tweede seizoen kwam de verdediger weinig in actie voor FC Volendam. In april 2024 bracht Mbuyamba middels een statement duidelijkheid over zijn afwezigheid. Tijdens de jaarlijkse medische keuring voor het seizoen 2023/24 kwam hij erachter dat hij een hartritmestoornis had, waarna besloten werd om bij hem een S-ICD te laten implanteren voor primaire preventie.
Mbuyamba speelde in de jaargang 2024/25 bijna alles mee en sloot het seizoen met FC Volendam af als kampioen van de Eerste divisie, waarmee promotie naar de Eredivisie een feit was. Hij was, net als twee seizoenen eerder, goed voor vijf doelpunten en één assist. Na afloop van het behaalde kampioenschap gaf de verdediger aan niet met de club de Eredivisie in te gaan omdat hij een stap omhoog wilde maken.

## Clubstatistieken
| Seizoen     | Club           | Competitie     | Competitie | Competitie | Beker | Beker | Internationaal | Internationaal | Totaal | Totaal |
| Seizoen     | Club           | Competitie     | Wed.       | Dlp.       | Wed.  | Dlp.  | Wed.           | Dlp.           | Wed.   | Dlp.   |
| ----------- | -------------- | -------------- | ---------- | ---------- | ----- | ----- | -------------- | -------------- | ------ | ------ |
| 2018/19     | MVV Maastricht | Eerste divisie | 11         | 0          | 0     | 0     | —              | —              | 11     | 0      |
| 2019/20     | FC Barcelona   | La Liga        | 0          | 0          | 0     | 0     | —              | —              | 0      | 0      |
| 2020/21     | Chelsea        | Premier League | 0          | 0          | 0     | 0     | —              | —              | 0      | 0      |
| 2021/22     | Chelsea        | Premier League | 0          | 0          | 0     | 0     | —              | —              | 0      | 0      |
| 2022/23     | FC Volendam    | Eredivisie     | 28         | 5          | 2     | 0     | —              | —              | 30     | 5      |
| 2023/24     | FC Volendam    | Eredivisie     | 9          | 0          | 0     | 0     | —              | —              | 9      | 0      |
| 2024/25     | FC Volendam    | Eerste divisie | 34         | 5          | 2     | 0     | —              | —              | 36     | 5      |
| Club totaal | Club totaal    | Club totaal    | 82         | 10         | 4     | 0     | 0              | 0              | 86     | 10     |

Bijgewerkt t/m 3 mei 2025.

## Erelijst
| Competitie     | Aantal      | Jaren       |
| FC Volendam    | FC Volendam | FC Volendam |
| -------------- | ----------- | ----------- |
| Eerste divisie | 1x          | 2024/25     |